# Acestrorhynchus pantaneiro
El dientudo paraguayo, dientudo rojo o gaikanga (Acestrorhynchus pantaneiro) es una especie de peces de la familia Acestrorhynchidae en el orden de los Characiformes.

## Morfología
Los machos pueden llegar alcanzar los 35,2 cm de longitud total y 396 g de peso.

## Alimentación
Come peces hueso.

## Hábitat
Es un pez de agua dulce y de clima tropical.

## Distribución geográfica
Se encuentran en América:  cuencas de los ríos  Paraguay,  Paraná,  Uruguay, Río de La Plata y  Mamoré.